# روبرت إل. شابمان
روبرت إل. شابمان (بالإنجليزية: Robert L. Chapman) هو معجمي أمريكي، ولد في 28 ديسمبر 1920، وتوفي في 27 يناير 2002.